# Зализничне
Зализничне (на украински: Залізничне) е селище от градски тип в Южна Украйна, Гуляйпилски район на Запорожка област. Основано е през 1937 година. Населението му е около 1193 души.